# Rábatamási
Rábatamási è un comune di 1 029 abitanti situato nella contea di Győr-Moson-Sopron, nell'Ungheria nordoccidentale.